# هانز هاوسهر
هانز هاوسهر (1898–1960) هو مؤرخ ألماني راحل.